# Paço de Molelos

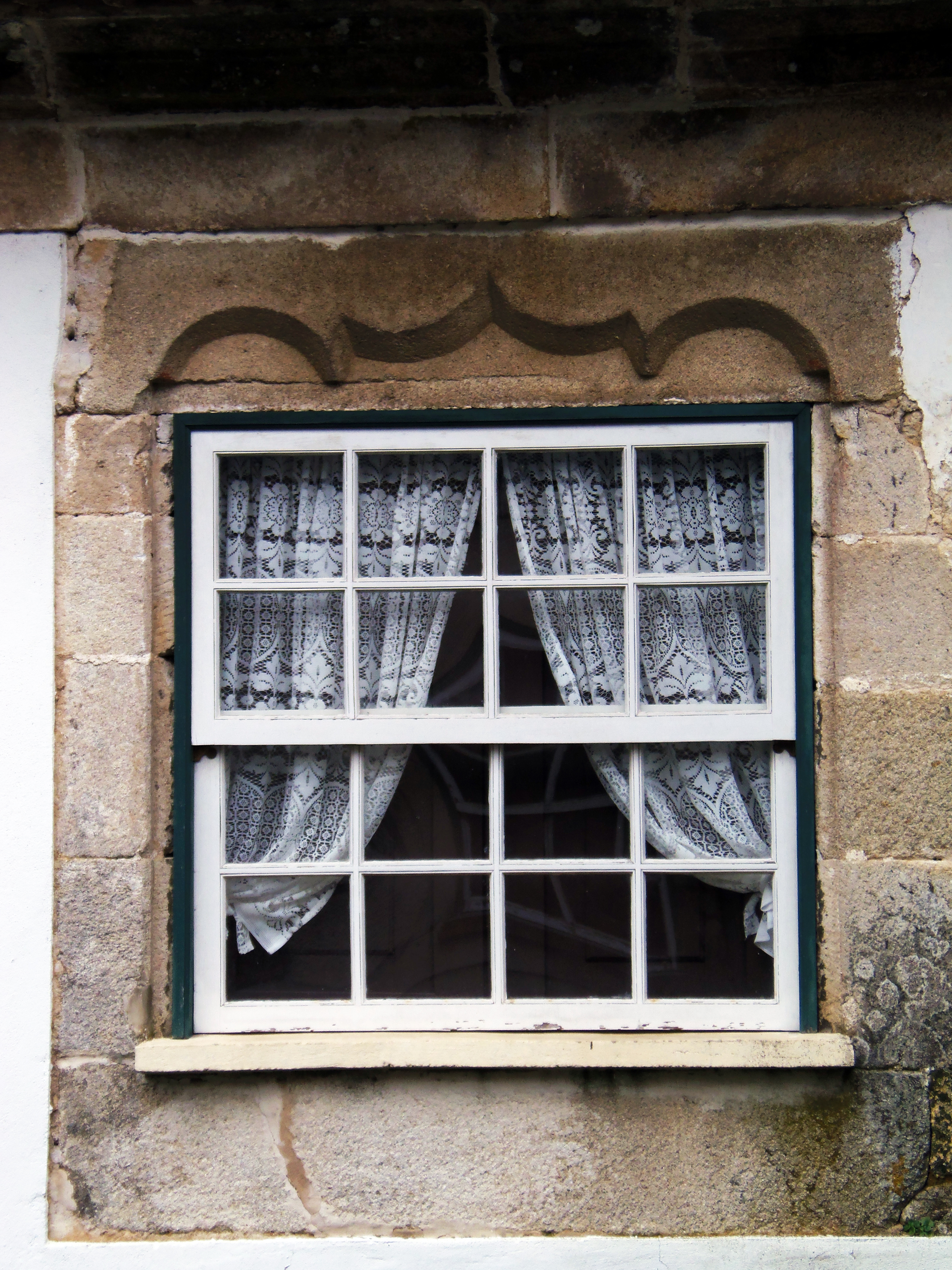
Janela manuelina do Paço de Molelos

O Paço de Molelos é uma residência senhorial na freguesia de Molelos, município de Tondela. Foi cabeça da importante e extensa Honra de Molelos e Botulho desde tempos medievais até à supressão das Honras no século XIX.

## História
Não se sabe quando terá tido início esta casa. O ascendente mais antigo comprovado nesta família foi Martim Fernandes, sobrinho do bispo de Coimbra, D. Gil Alma, que escambou a sua quintã de Parada, no termo de São João de Areias, Santa Comba Dão, com os quatro casais de Molelos que possuía Martim Vasques da Cunha, senhor de Besteiros, conforme a carta de confirmação dada por D. João I, em 29 de Maio de 1397. O morgadio de Molelos foi instituído por Henrique Esteves, e sua mulher Filipa Nunes, no seu testamento, feito de mão comum a 16 de Maio de 1520. O seu primeiro administrador foi o filho segundo deste casal, Henrique da Veiga, tendo o primogénito seguido na honra de Nandufe.
Esta família fundiu-se, no século XVI, com a também nobre linhagem castelhana dos Tovar, pelo casamento, a 4 de Novembro de 1577, de Maria da Veiga, 3ª morgada de Molelos, com Sancho de Tovar, Copeiro-mor de D. Sebastião, neto paterno do navegador Sancho de Tovar, comandante de uma das naus que acompanhou Pedro Álvares Cabral na sua primeira viagem ao Brasil.
O 10º morgado de Molelos, o General Francisco de Paula Vieira da Silva Tovar foi elevado a Barão e depois Visconde de Molelos por D. João VI. Na geração seguinte, D. Miguel , no exílio, concedeu o título de Conde de Molelos. 
O Paço permanece na família.
Apesar da antiguidade da sua fundação, o aspecto exterior que actualmente apresenta é quase exclusivamente fruto de obras seiscentistas e setecentistas, ressalvando-se ainda uma janela manuelina, virada para um pátio interior. 
No Tombo do Morgado, de 1651/59, refere-se a existência da ruína de uma antiga torre.

## Residentes ilustres
- Henrique Esteves, Senhor das Honras de Nandufe e Molelos. Instituidor do morgado de Molelos. Combateu ao lado de D. Afonso V. Foi um importante militar e proprietário.[2]
- Henrique da Veiga, Primeiro morgado de Molelos. Teve Carta de Brasão de Armas, em 1542, para armas de Esteves, com uma merleta preta por diferença.[1][2]
- Pedra de armas quinhentista da fachada principal do Paço de MolelosFrei Manuel da Veiga,

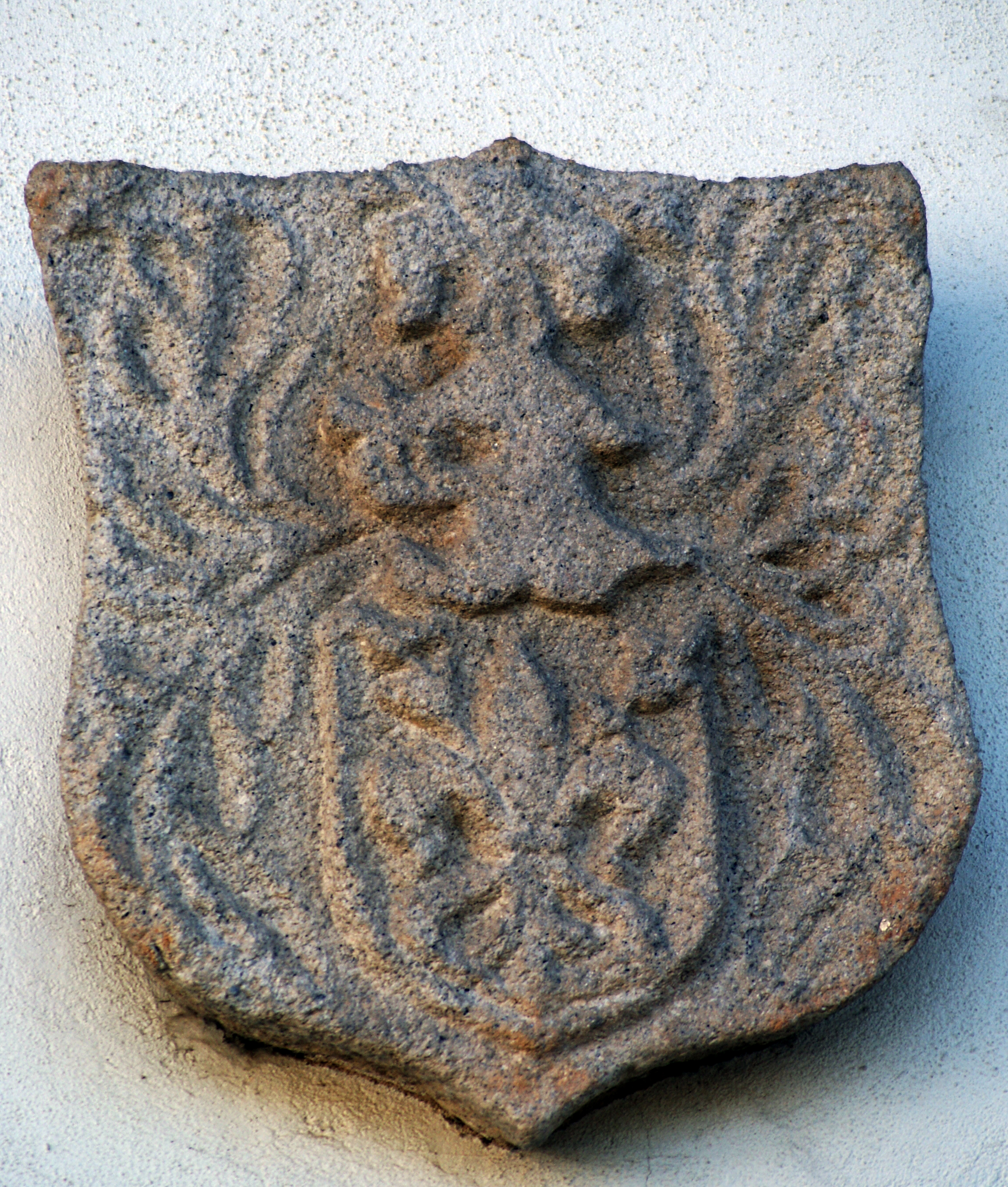
Pedra de armas quinhentista da fachada principal do Paço de Molelos

- Henrique Esteves da Veiga II, 2º morgado de Molelos, Cavaleiro Fidalgo da Casa Real, senhor da honra de Molelos e Botulho, senhor da casa do Miradouro em Viseu, administrador da capela do bispo D. Gil Alma no convento de São Domingos de Lisboa.
- Sancho de Tovar II 3º morgado de Molelos (por casamento). Copeiro-Mor de D. Sebastião, combateu ao lado deste rei em Alcácer Quibir.[1][2]
- Martim de Távora e Noronha, 6º morgado de Molelos (por casamento). Secretário de estado de D. Pedro II. Filho de D. Pedro Vieira da Silva, Secretário de Estado e bispo de Leiria depois de viúvo.[2][1]
- Jerónimo Vieira da Silva de Tovar, 9º morgado de Molelos, Governador militar dos concelhos de Besteiros e de Sabugosa na Guerra Peninsular.[2]
- Francisco de Paula Vieira da Silva de Tovar, 10º morgado de Molelos, 1º Barão e 1º Visconde de Molelos[2]. ilustre general que liderou a tomada de Rio de la Plata no tempo de D. João VI e depois dirigiu as operações do exército miguelista no Algarve e no Alentejo.
- João Vieira Tovar e Albuquerque, Governador de Santa Catarina no Brasil (1783-1858)
- António Vieira de Tovar de Magalhães e Albuquerque, 13º e último morgado de Molelos, Ilustre filantropo e fundador, entre outras instituições, do Asilo de Nossa Senhora da Folhadosa.